# Balthasar Wüst
Balthasar Wüst, auch Pater Coelestin (* 30. Januar 1720 in Kleinwenkheim, Landkreis Bad Kissingen; † 7. Februar 1761 in Mainz) war ein deutscher Augustiner-Pater, Musiker und Komponist.

## Leben
Er war der Sohn des Georg Wüst und dessen Ehefrau Magdalena. Von 1737 bis 1741 besuchte er das vom Augustinerorden geleitete Johann-Philipp-von-Schönborn-Gymnasium in Münnerstadt. Dort war er zeitweise Sakristan bzw. Consultor der marianischen Kongregation (Congregatio Mariae Virginis de Consolatione). Am 30. Oktober 1742 legte er dort sein Ordensgelübde (Profess) ab und nahm den Ordensnamen Coelestin an. Danach wechselte er zum Philosophie-Studium nach Breisach. Am 18. September 1745 erhielt er die Priesterweihe. Von 1746 bis 1749 wirkte er als Organist in Uttenweiler.
Anschließend wurde er ans Kloster in Mainz versetzt, wo er als Beichtvater, Prediger und Organist tätig war. Wüst gehörte mit Johannes Petrus Bonfig (1730–1797) zu den bedeutendsten Musikern des dortigen Augustiner-Klosters. Man bezeichnete ihn in Mainz als „nobilis organista“ oder „organista celeberimus“.